# Gerfried Göschl
Gerfried Göschl (3. října 1972, Schladming – 9. března 2012, Gašerbrum I, Pákistán) byl rakouský horolezec. V letech 2002 – 2011 zdolal celkem sedm osmitisícovek včetně nejvyšší hory světa Mount Everest. Mnohé výstupy také organizoval a sám vedl jako horský vůdce. Göschl byl vystudovaný učitel pro základní školy. Byl ženatý a měl dvě dcery Hannah a Helenu. Zahynul při pokusu o první zimní výstup na osmitisícovku Gašerbrum I.

## Horolezecké úspěchy
S horolezectvím začal Göschl už v dětství. V mládí podnikl mnoho výstupů v Alpách. Jeho první expedicí do velehor byla v roce 1999 výprava na sedmitisícovku Momhil Sar (7342 m) v Pákistánu. O dva roky později úspěšně vystoupil se svým otcem a bratrem na sedmitisícovku Muztagh Ata (7509 m), z níž poté sjeli na lyžích. V roce 2002 zdolal spolu se svým bratrem svou první osmitisícovku Čo Oju a o rok později společně vystoupili i na Gašerbrum II. Roku 2005 úspěšně vylezl sólovým výstupem na Mount Everest bez použití umělého kyslíku. V letech 2007, 2009 a 2011 se neúspěšně pokoušel o prostoupení nové cesty k vrcholu druhé nejvyšší hory světa K2. V roce 2009 úspěšně prostoupil novou cestu k vrcholu Nanga Parbatu
Na počátku roku 2012 se chtěl jako lídr mezinárodní expedice pokusit o zimní prvovýstup na Gašerbrum I. 7. března vyrazila trojice Gerfried Göschl, Cedric Hählen a Nisar Hussain k vrcholu. Po dosažení vrcholu měli v plánu sestoupit na druhou stranu hory a uskutečnit tak první zimní přechod osmitisícovky. Naposledy byla trojice spatřena 9. března asi 200 výškových metrů pod vrcholem. Poté došlo ke změně počasí a trojice horolezců se beze stopy ztratila. 31. března 2012 byly definitivně ukončeny pátrací akce a trojice horolezců byla prohlášena za mrtvé.

## Úspěšné výstupy na osmitisícovky
- 2002 Čo Oju (8201 m)
- 2003 Gašerbrum II (8035 m)
- 2005 Šiša Pangma (8013 m)
- 2005 Mount Everest (8849 m)
- 2007 Broad Peak (8047 m)
- 2009 Nanga Parbat (8125 m)
- 2011 Gašerbrum I (8068 m)

## Další úspěšné výstupy
- 2003 Aconcagua (6961 m)